# Atomar
Der Begriff atomar (griechisch: atomos „unteilbar“) kennzeichnet ein Element, eine Struktur oder einen Sachverhalt, der nicht weiter zerlegbar/unterteilbar ist. Im Gegensatz dazu stehen die komplexen/zusammengesetzten Strukturen, die aus mehreren Teilbestandteilen aufgebaut sind.

## Chemie
In der Chemie bedeutet atomar, dass ein chemisches Element in Form einzelner Atome vorliegt, etwa die Edelgase. Der Gegensatz dazu sind molekulare Elemente, die als Dimere (etwa Sauerstoff O2, Stickstoff N2, Wasserstoff H2 und die Halogene F2,Cl2 etc.) oder Moleküle aus mehreren gleichen Atomen (Phosphor P4) vorkommen können.

## Informatik
In der Informatik kann ein Vorgang (der aus beliebig vielen Einzelstücken bestehen kann) als atomar bezeichnet werden, wenn sichergestellt ist, dass er nicht von anderen, möglicherweise gleichzeitig ablaufenden Vorgängen beeinflusst werden kann. Man spricht hier auch von einem ununterbrechbaren Vorgang. Erreicht wird dies entweder durch Anwendung von Operationen, die nur einen Schritt benötigen (zum Beispiel durch einen speziellen Maschinenbefehl), der Verwendung von Locks oder der Verwendung von Transaktionen. Dies ist wichtig für die Konsistenz von Daten, weswegen die Atomarität eine Eigenschaft des ACID-Prinzips ist.
Siehe auch: Kritischer Abschnitt, Wettlaufsituation, atomare Operation, atomarer Befehl

## Mathematik
Die atomare Darstellung ist eine spezielle Darstellung aus der Theorie der Hilbertraum-Darstellungen.
Atomare Aussagen sind spezielle Aussagen in der mathematischen Logik.

## Physik
In der Physik meint man mit atomar meist eine Größenordnung im Bereich weniger Nanometer; siehe hierzu auch Atom und Größenordnung (Länge).
Es kann jedoch auch ein physikalischer Vorgang gemeint sein, der im Bereich der Atomphysik stattfindet – d. h. physikalische Vorgänge, die einzelne Atome und deren Aufbau oder Verhalten betreffen.